# Урушадзе, Георгий Фридонович
Гео́ргий Фридо́нович Уруша́дзе (род. 1972, Ленинград) — российский журналист и издатель. Основатель издательства Freedom Letters и конкурса «Книги свободы», генеральный директор Национальной литературной премии «Большая книга» (2005—2022), директор «Центра поддержки отечественной словесности» (2005—2022),

## Биография
Родился в 1972 году в Ленинграде. Окончил факультет журналистики Санкт-Петербургского государственного университета.
С 17 лет работал в петербургской газете «Смена». Известен своими интервью с будущим президентом РФ Борисом Ельциным, первым установил связь с находившимся в изоляции Михаилом Горбачёвым в Форосе в августе 1991 года и объявил путч провалившимся. В 1991—1992 годах — член комиссии президиума Верховного Совета РФ по расследованию причин и обстоятельств государственного переворота. Автор книг «Выбранные места из переписки с врагами. Семь дней за кулисами власти» (1995) и «Как (не)получить литературную премию» (2020).
В середине 1990-х работал главным продюсером молодёжных программ Петербургского ТВ, затем стал помощником мэра Санкт-Петербурга Анатолия Собчака.
Был совладельцем издательства «Пальмира», первым издателем книг Алексея Иванова, также издавал произведения Светланы Алексиевич, затем был директором по маркетингу и стратегическому планированию телекомпании НТВ.
С декабря 2005 — генеральный директор и член жюри Национальной премии «Большая книга», соучредитель Всероссийского конкурса «Книгуру» и премии «Лицей» имени Пушкина для молодых прозаиков и поэтов. Член Литературной академии (жюри) премии «Большая книга».
29 апреля 2022 года сообщил об уходе с постов генерального директора премий «Большая книга», «Книгуру» и «Лицей» в знак протеста против войны РФ в Украине. Ранее по той же причине ушёл с позиции ментора фонда «Сколково» и члена экспертного совета премии для профессионалов книжного бизнеса «Ревизор».
В апреле 2023 года основал за границей неподцензурное издательство Freedom Letters.
В сентябре 2024 года Министерством юстиции России внесён в список физических лиц «иностранных агентов».

## Награды
- Лауреат премии «Серебряный лучник» 2015 года[6].
- Лауреат премии «Ревизор» 2020 года.
- Член правления Ассоциации интернет-издателей России.
- «За исполнение гражданского долга при защите демократии и конституционного строя 19-21 августа 1991 года», награждён медалью «Защитнику свободной России» (1993)[7].
- Лауреат литературной премии имени Хемингуэя (The Hemingway Canadian Literary Award) 2023 года.